# サッカーにおけるアメリカとメキシコのライバル対決
サッカーのメキシコ代表とアメリカ代表は長い間ライバル関係にある。北中米カリブ海サッカー連盟(CONCACAF)の2大巨頭の両者の対戦は北アメリカ・ダービー(North American Derby)と呼ばれることもある。
両者の対戦は多くのメディアや両国民の関心を引き付け、特にメキシコにおいてであるが、両国で様々な論評がなされる。最初の対戦は1934年に行われたが、それ以後は常にメキシコが優勢だったこともあり、近年まで重要なライバル関係であるとはみなされていなかった。

## 概要
両者の親善試合はメキシコ系アメリカ人が多数住むロサンゼルス、ヒューストン、フェニックス、シカゴなどで行われることが多い。両者の真剣勝負の場はFIFAワールドカップ・北中米カリブ海予選、CONCACAFゴールドカップ、コパ・アメリカなどである。中立地で開催された試合では互いに2勝している。2002 FIFAワールドカップの決勝トーナメント1回戦では、FIFAワールドカップの本大会で初めて両者が顔を合わせた。アメリカはグループDを2位で、メキシコはグループGを首位で通過し、全州で行われた試合はアメリカが2-0で勝利した。
メキシコはメキシコ国内で行われた試合でアメリカに敗れたことがなく、23勝1分という成績を収めている。一方でメキシコはアメリカ国内で行われた試合でアメリカに7度勝利しており、7勝9分13敗という成績を収めている。しかし、近年は実力差が縮まっており、1999年のUSカップ以後のメキシコはアメリカ国内で2勝3分9敗となっている。過去の歴史において、マルティン・バスケス(Martín Vásquez)とエドガル・カスティージョ(Edgar Castillo)のふたりが両代表でプレーした経験を持つ。バスケスはメキシコのハリスコ州に生まれ、12歳の時に両親とともにロサンゼルスに移住してアメリカのクラブからプロデビューした。1991年にメキシコ代表デビューして1992年までプレーし、1996年にアメリカ代表デビューした。カスティージョはアメリカのニューメキシコ州に生まれ、2007年8月にウーゴ・サンチェス指揮下のメキシコ代表にデビューし、2008年にはCONCACAFプレオリンピック大会に出場したが、2009年にデンマークとの試合でアメリカ代表デビューした。

## 歴史

### 1934年の初対戦
1921年にアメリカにプロサッカーリーグが誕生したが、このリーグは1933年に解散していた。メキシコ代表とアメリカ代表の初対戦は、イタリアのローマで行われた1934 FIFAワールドカップ・予選で実現した。この大会の予選は全大陸の予選出場国がイタリアに集まり、北中米カリブ海地区からは4ヶ国がパラマストーナメント方式で対戦して1ヶ国が本大会出場権を得ている。メキシコ代表が渡欧の際に使用した船は、選手たちがほとんど体を動かすことができないものであったが、自信過剰なメキシコ人は、サッカーにおいてだけはメキシコがアメリカを上回っていると確信していた。メキシコの選手たちは太りすぎの状態でイタリアに到着し、簡単に勝利できると自信過剰であった。その一方で、アメリカの選手団も1ヶ月の長旅を経てイタリアに到着したが、船上で体操や練習を行い、イタリア到着時にはメキシコ選手より良いコンディションであった。1934年5月24日に行われた試合はアメリカが4-2でメキシコを下し、メキシコはFIFAワールドカップの出場権を手にすることなく帰国した。

### アメリカの低迷と復活
1937年9月12日に行われた親善試合はメキシコが7-2で圧勝し、1934 FIFAワールドカップ・予選での借りを返した。その後もメキシコがアメリカを圧倒する試合が続き、1954 FIFAワールドカップ・予選、1958 FIFAワールドカップ・北中米カリブ海予選、1962 FIFAワールドカップ・北中米カリブ海予選ではメキシコが本大会出場権を獲得した。アメリカは1954 FIFAワールドカップから1982 FIFAワールドカップまでの主要国際大会で予選敗退が続き、24戦連続でメキシコから勝利を挙げられずにいたが、1982 FIFAワールドカップ・北中米カリブ海予選で46年ぶりにメキシコを破った。アメリカは1994 FIFAワールドカップの開催国に選定されて以降は代表の強化を推し進め、1994 FIFAワールドカップ以降は互角以上の戦績を収めている。

## 主要大会での成績
| 大会                          | メキシコ       | アメリカ      |
| ----------------------------- | -------------- | ------------- |
| 1930 FIFAワールドカップ       | 1次リーグ敗退  | ベスト4       |
| 1934 FIFAワールドカップ       | 地区予選敗退   | 1次リーグ敗退 |
| 1938 FIFAワールドカップ       | 棄権           | 不参加        |
| 1950 FIFAワールドカップ       | 1次リーグ敗退  | 1次リーグ敗退 |
| 1954 FIFAワールドカップ       | 1次リーグ敗退  | 地区予選敗退  |
| 1958 FIFAワールドカップ       | 1次リーグ敗退  | 地区予選敗退  |
| 1962 FIFAワールドカップ       | 1次リーグ敗退  | 地区予選敗退  |
| 1963 CONCACAF選手権           | 1次リーグ敗退  | 不参加        |
| 1965 CONCACAF選手権           | 優勝           | 不参加        |
| 1966 FIFAワールドカップ       | 1次リーグ敗退  | 地区予選敗退  |
| 1967 CONCACAF選手権           | 準優勝         | 不参加        |
| 1969 CONCACAF選手権           | 4位            | 予選敗退      |
| 1970 FIFAワールドカップ       | ベスト8        | 地区予選敗退  |
| 1971 CONCACAF選手権           | 優勝           | 不参加        |
| 1973 CONCACAF選手権           | 3位            | 予選敗退      |
| 1974 FIFAワールドカップ       | 地区予選敗退   | 地区予選敗退  |
| 1977 CONCACAF選手権           | 優勝           | 予選敗退      |
| 1978 FIFAワールドカップ       | 1次リーグ敗退  | 地区予選敗退  |
| 1981 CONCACAF選手権           | 3位            | 予選敗退      |
| 1982 FIFAワールドカップ       | 地区予選敗退   | 地区予選敗退  |
| (H&A) 1985 CONCACAF選手権     | 不参加         | 1次リーグ敗退 |
| 1986 FIFAワールドカップ       | ベスト8        | 地区予選敗退  |
| (H&A) 1989 CONCACAF選手権     | 失格           | 準優勝        |
| 1990 FIFAワールドカップ       | 地区予選で失格 | 1次リーグ敗退 |
| 1991 CONCACAFゴールドカップ   | 3位            | 優勝          |
| / 1993 CONCACAFゴールドカップ | 優勝           | 準優勝        |
| 1994 FIFAワールドカップ       | ベスト16       | ベスト16      |
| 1996 CONCACAFゴールドカップ   | 優勝           | 3位           |
| 1998 CONCACAFゴールドカップ   | 優勝           | 準優勝        |
| 1998 FIFAワールドカップ       | ベスト16       | 1次リーグ敗退 |
| 2000 CONCACAFゴールドカップ   | ベスト8        | ベスト8       |
| 2002 CONCACAFゴールドカップ   | ベスト8        | 優勝          |
| / 2002 FIFAワールドカップ     | ベスト16       | ベスト8       |
| / 2003 CONCACAFゴールドカップ | 優勝           | 3位           |
| 2005 CONCACAFゴールドカップ   | ベスト8        | 優勝          |
| 2006 FIFAワールドカップ       | ベスト16       | 1次リーグ敗退 |
| 2007 CONCACAFゴールドカップ   | 準優勝         | 優勝          |
| 2009 CONCACAFゴールドカップ   | 優勝           | 準優勝        |
| 2010 FIFAワールドカップ       | ベスト16       | ベスト16      |
| 2011 CONCACAFゴールドカップ   | 優勝           | 準優勝        |
| 2013 CONCACAFゴールドカップ   | ベスト4        | 優勝          |
| 2014 FIFAワールドカップ       | ベスト16       | ベスト16      |
| / 2015 CONCACAFゴールドカップ | 優勝           | ベスト4       |
| 2017 CONCACAFゴールドカップ   | ベスト4        | 優勝          |
| 2018 FIFAワールドカップ       | ベスト16       | 地区予選敗退  |
| 2022 FIFAワールドカップ       | 1次リーグ敗退  | ベスト16      |

## 試合一覧
| 日時           | 場所                   | 大会                                          | 結果                             |
| -------------- | ---------------------- | --------------------------------------------- | -------------------------------- |
| 1934年5月24日  | ローマ                 | 1934 FIFAワールドカップ・予選                 | アメリカ 4–2                     |
| 1937年9月12日  | メキシコシティ         | 親善試合                                      | メキシコ 7–2                     |
| 1937年9月19日  | メキシコシティ         | 親善試合                                      | メキシコ 7–3                     |
| 1937年9月26日  | メキシコシティ         | 親善試合                                      | メキシコ 5–1                     |
| 1947年7月13日  | ハバナ                 | 1947 NAFC選手権                               | メキシコ 5–0                     |
| 1949年9月4日   | メキシコシティ         | 1949 NAFC選手権 ＊                            | メキシコ 6–0                     |
| 1949年9月18日  | メキシコシティ         | 1949 NAFC選手権 ＊                            | メキシコ 6–2                     |
| 1954年1月10日  | メキシコシティ         | 1954 FIFAワールドカップ・予選                 | メキシコ 4–0                     |
| 1954年1月14日  | メキシコシティ         | 1954 FIFAワールドカップ・予選                 | メキシコ 3–1                     |
| 1957年4月7日   | メキシコシティ         | 1958 FIFAワールドカップ・北中米カリブ海予選   | メキシコ 6–0                     |
| 1957年4月28日  | ロサンゼルス           | 1958 FIFAワールドカップ・北中米カリブ海予選   | メキシコ 7–2                     |
| 1960年11月6日  | ロサンゼルス           | 1962 FIFAワールドカップ・北中米カリブ海予選   | 3–3                              |
| 1960年11月13日 | メキシコシティ         | 1962 FIFAワールドカップ・北中米カリブ海予選   | メキシコ 3–0                     |
| 1965年3月7日   | ロサンゼルス           | 1966 FIFAワールドカップ・北中米カリブ海予選   | 2–2                              |
| 1965年3月12日  | メキシコシティ         | 1966 FIFAワールドカップ・北中米カリブ海予選   | メキシコ 2–0                     |
| 1972年9月3日   | メキシコシティ         | 1974 FIFAワールドカップ・北中米カリブ海予選   | メキシコ 3–1                     |
| 1972年9月10日  | ロサンゼルス           | 1974 FIFAワールドカップ・北中米カリブ海予選   | メキシコ 2–1                     |
| 1973年10月16日 | プエブラ               | 親善試合                                      | メキシコ 2–0                     |
| 1974年9月5日   | モンテレー             | 親善試合                                      | メキシコ 3–1                     |
| 1974年9月8日   | ダラス                 | 親善試合                                      | メキシコ 1–0                     |
| 1975年8月24日  | メキシコシティ         | 親善試合                                      | メキシコ 2–0                     |
| 1976年10月3日  | ロサンゼルス           | 1978 FIFAワールドカップ・北中米カリブ海予選   | 0–0                              |
| 1976年10月15日 | プエブラ               | 1978 FIFAワールドカップ・北中米カリブ海予選   | メキシコ 3–0                     |
| 1977年9月27日  | モンテレイ             | 親善試合                                      | メキシコ 3–0                     |
| 1980年11月9日  | メキシコシティ         | 1982 FIFAワールドカップ・北中米カリブ海予選   | メキシコ 5–1                     |
| 1980年11月23日 | フォートローダーデール | 1982 FIFAワールドカップ・北中米カリブ海予選   | アメリカ 2–1                     |
| 1984年10月17日 | メキシコシティ         | 親善試合                                      | メキシコ 2–1                     |
| 1990年5月10日  | バーナビー             | 1990 北アメリカ・ネイションズカップ           | メキシコ 1–0                     |
| 1991年3月12日  | ロサンゼルス           | 1991北アメリカ・ネイションズカップ            | 2–2                              |
| 1991年7月5日   | ロサンゼルス           | 1991 CONCACAFゴールドカップ 準決勝            | アメリカ 2–0                     |
| 1993年7月25日  | メキシコシティ         | 1993 CONCACAFゴールドカップ 決勝              | メキシコ 4–0                     |
| 1993年10月13日 | ワシントンD.C.         | 親善試合                                      | 1–1                              |
| 1994年6月4日   | パサデナ               | 親善試合                                      | アメリカ 1–0                     |
| 1995年6月18日  | ワシントンD.C.         | 1995 USカップ                                 | アメリカ 4–0                     |
| 1995年7月17日  | パイサンドゥ           | コパ・アメリカ1995 準々決勝                   | アメリカ 0–0 (4-1) PSO           |
| 1996年6月16日  | ロサンゼルス           | 1996 USカップ                                 | 2–2                              |
| 1997年1月19日  | パサデナ               | 1997 USカップ                                 | メキシコ 2–0                     |
| 1997年4月20日  | フォックスボロ         | 1998 FIFAワールドカップ・北中米カリブ海予選   | 2–2                              |
| 1997年11月2日  | メキシコシティ         | 1998 FIFAワールドカップ・北中米カリブ海予選   | 0–0                              |
| 1998年2月15日  | ロサンゼルス           | 1998 CONCACAFゴールドカップ 決勝              | メキシコ 1–0                     |
| 1999年3月13日  | サンディエゴ           | 1999 ナイキ・カップ                           | メキシコ 2–1                     |
| 1999年8月1日   | メキシコシティ         | FIFAコンフェデレーションズカップ1999 準決勝   | メキシコ 延長1–0（90分 0–0）     |
| 2000年6月11日  | イーストラザフォード   | 2000 ナイキ・カップ                           | アメリカ 3–0                     |
| 2000年10月25日 | ロサンゼルス           | 親善試合                                      | アメリカ 2–0                     |
| 2001年2月28日  | コロンバス             | 2002 FIFAワールドカップ・北中米カリブ海予選   | アメリカ 2–0                     |
| 2001年7月1日   | メキシコシティ         | 2002 FIFAワールドカップ・北中米カリブ海予選   | メキシコ 1–0                     |
| 2002年4月3日   | デンバー               | 親善試合                                      | アメリカ 1–0                     |
| 2002年6月17日  | 全州                   | 2002 FIFAワールドカップ 決勝トーナメント1回戦 | アメリカ 2–0                     |
| 2003年5月8日   | ヒューストン           | 親善試合                                      | 0–0                              |
| 2004年4月28日  | ダラス                 | 親善試合                                      | アメリカ 1–0                     |
| 2005年5月27日  | メキシコシティ         | 2006 FIFAワールドカップ・北中米カリブ海予選   | メキシコ 2–1                     |
| 2005年9月3日   | コロンバス             | 2006 FIFAワールドカップ・北中米カリブ海予選   | アメリカ 2–0                     |
| 2007年2月7日   | グレンデール           | 親善試合                                      | アメリカ 2–0                     |
| 2007年6月24日  | シカゴ                 | 2007 CONCACAFゴールドカップ 決勝              | アメリカ 2–1                     |
| 2008年2月6日   | ヒューストン           | 親善試合                                      | 2–2                              |
| 2009年2月11日  | コロンバス             | 2010 FIFAワールドカップ・北中米カリブ海予選   | アメリカ 2–0                     |
| 2009年7月26日  | イーストラザフォード   | 2009 CONCACAFゴールドカップ 決勝              | メキシコ 5–0                     |
| 2009年8月12日  | メキシコシティ         | 2010 FIFAワールドカップ・北中米カリブ海予選   | メキシコ 2–1                     |
| 2011年6月25日  | パサデナ               | 2011 CONCACAFゴールドカップ 決勝              | メキシコ 4–2                     |
| 2011年8月10日  | フィラデルフィア       | 親善試合                                      | 1–1                              |
| 2012年8月15日  | メキシコシティ         | 親善試合                                      | アメリカ1－0（初のアウェイ勝利） |
| 2013年3月26日  | メキシコシティ         | 2014 FIFAワールドカップ・北中米カリブ海予選   | 0-0                              |
| 2013年9月10日  | コロンバス             | 2014 FIFAワールドカップ・北中米カリブ海予選   | アメリカ2－0                     |

- ＊ 1950 FIFAワールドカップ・北中米カリブ海予選も兼ねていた

## 統計

### 対戦成績
| 試合数 | メキシコ勝利 | 引き分け | アメリカ勝利 | 得点                           |
| ------ | ------------ | -------- | ------------ | ------------------------------ |
| 63試合 | 33試合       | 13試合   | 17試合       | メキシコ 131点 / アメリカ 71点 |

### タイトル
| 大会                                        | メキシコ | アメリカ |
| ------------------------------------------- | -------- | -------- |
| FIFAコンフェデレーションズカップ            | 1        | 0        |
| FIFA U-17ワールドカップ                     | 2        | 0        |
| CONCACAFゴールドカップ （前身の大会も含む） | 10       | 6        |
| パンアメリカン競技大会                      | 4        | 1        |
| CONCACAFプレオリンピック大会                | 7        | 2        |
| CONCACAF U-20選手権                         | 13       | 1        |
| CONCACAF U-17選手権                         | 7        | 3        |
| 通算                                        | 44       | 13       |